# Jeffrey Bruma
Jeffrey Kevin van Homoet Bruma (* 13. November 1991 in Rotterdam) ist ein niederländischer Fußballspieler. Der Abwehrspieler steht bei Kasımpaşa Istanbul unter Vertrag und war bis 2016 A-Nationalspieler.

## Karriere

### Beginn in den Niederlanden
Der in der niederländischen Hafenstadt Rotterdam geborene Bruma begann bei Excelsior Rotterdam und kam anschließend in die Jugendabteilung von Feyenoord Rotterdam. Dem dortigen Nachwuchs gehörte er allerdings nicht lange an, denn bereits im Alter von 15 Jahren wechselte er im Jahre 2007 nach England in die Nachwuchsabteilung des FC Chelsea für eine Ausbildungsentschädigung von 100.000 £.

### Wechsel ins Profiteam des FC Chelsea
Zur Saison 2009/10 wurde Bruma erstmals ins Profiteam geholt und stand dabei im September 2009 im Kader, der an der UEFA Champions League 2009/10 teilnahm. Am 24. Oktober 2009 gab er sein Liga- und gleichzeitig sein Profidebüt für den FC Chelsea.
Neben seiner Zeit im Profiteam war der Bruma weiterhin im Reserveteam und im Jugendteam aktiv. Für das Jugendteam erzielte er unter anderem im Finalhinspiel des FA Youth Cups 2010 ein Tor gegen die Jugendmannschaft von Aston Villa. Nach einem 2:1-Sieg im Rückspiel gewann das Team zum ersten Mal seit 1961 den englischen Jugendpokal. In der Saison 2010/11 stand Bruma weiterhin im Kader des Profiteams und kam zum Saisonauftakt bei der 1:3-Niederlage im FA Community Shield gegen Manchester United zum Einsatz. Im Februar 2011 wurde er an Zweitligist Leicester City verliehen.

### Auf Leihbasis nach Hamburg
Zur Saison 2011/12 kehrte Bruma nicht zum FC Chelsea zurück, sondern wechselte auf Leihbasis in die Bundesliga zum Hamburger SV. Er unterschrieb einen Einjahresvertrag mit Option auf ein weiteres Jahr. Am 23. September 2011 (7. Spieltag) erzielte er beim 2:1-Sieg im Auswärtsspiel gegen den VfB Stuttgart mit dem Treffer zum 1:1 sein erstes Bundesligator. Nach der Saison nutzte der FC Chelsea die Rückholoption nicht. Während Bruma in der Saison 2011/12 noch vereinzelt Stammspieler war, wurde ihm in seinem zweiten Jahr Michael Mancienne neben Heiko Westermann vorgezogen.

### Wechsel in die Niederlande und Rückkehr nach Deutschland
Zur Saison 2013/14 kehrte Bruma nicht mehr nach London zurück, sondern wechselte in die Niederlande zum Erstligisten PSV Eindhoven. Nach drei Spielzeiten, in denen er 94 Punktspiele bestritten und sieben Tore erzielt hatte, verpflichtete ihn der Bundesligist VfL Wolfsburg für die Saison 2016/17 und stattete ihn mit einem bis zum 30. Juni 2021 laufenden Vertrag aus. In seiner ersten Spielzeit stand er 20-mal für Wolfsburg in der Bundesliga auf dem Platz. Nach einer Knie-Operation in der Sommerpause kam er in der nachfolgenden Saison 2017/18 auf lediglich 11 Ligaeinsätze.
Im Januar 2019 wurde Bruma bis zum Ende der Saison 2018/19 vom FC Schalke 04 ausgeliehen. Nach seiner Rückkehr absolvierte der Niederländer 15 Pflichtspiele in der Bundesliga sowie im Pokal und in der Europa League. Im Europapokal erreichte er mit Wolfsburg als Gruppenzweiter die Finalrunde. Häufiger wurden ihm jedoch seine Konkurrenten Marcel Tisserand und Robin Knoche vorgezogen.
Ende Januar 2020 wurde der Innenverteidiger bis zum Ende der Saison 2019/20 an den Ligakonkurrenten 1. FSV Mainz 05 verliehen. Dort traf der Niederländer auf seine Landsmänner Jean-Paul Boëtius und Jerry St. Juste. Bruma bestritt acht von fünfzehn möglichen Ligaspielen für Mainz 05 und kehrte zur neuen Saison 2020/21 nach Wolfsburg zurück.

### Wechsel nach Istanbul
Anfang August 2021 wechselte er in die Türkei zu Kasımpaşa Istanbul.

## Nationalmannschaft
Erste internationale Erfahrung sammelte Bruma bereits im Juni 2009, als er mit der niederländischen U-19-Auswahl an der sogenannten Eliterunde in der Qualifikation zur U19-EM 2009 teilnahm und dabei am 4. Juni 2009 beim 0:0-Remis gegen Belarus debütierte. Etwa drei Monate später debütierte der junge Abwehrspieler auch für die niederländische U21-Nationalmannschaft, als er bei einem Qualifikationsspiel zur EM 2011 in der Gruppe 4 gegen Polen zum Einsatz kam. Das Spiel am 13. Oktober 2009 gewannen die Niederländer mit 4:0. Bruma kam in drei U19-Länderspielen zum Einsatz und absolvierte neun Spiele für die U21.
Ende Juli 2010 wurde Bruma schließlich von Bondscoach Bert van Marwijk für ein freundschaftliches Länderspiel gegen die Ukraine in den Kader der A-Nationalmannschaft der Niederlande berufen. Beim Spiel am 11. August 2010 standen neben Bruma mit Jeremain Lens, Siem de Jong und Ricky van Wolfswinkel drei weitere Debütanten in der Startelf der Niederländer. Das Spiel, in dem neben den vier Debütanten, die von Beginn an spielten, auch noch andere niederländische Nachwuchstalente ihr A-Nationalteamdebüt gaben, endete 1:1. Im Spiel wurde Bruma ab der 84. Spielminute durch Glenn Loovens ersetzt. Sein erstes Länderspieltor erzielte er am 16. November 2014 in Amsterdam im EM-Qualifikationsspiel für die Europameisterschaft 2016 beim 6:0-Sieg gegen die Auswahl Lettlands mit dem Treffer zum zwischenzeitlichen 4:0 in der 78. Minute.

## Erfolge
FC Chelsea
- FA Youth Cup: 2010
- Englischer Meister: 2010
- Englischer Pokal: 2010
- Englischer Supercup: 2010

PSV Eindhoven
- Niederländischer Meister: 2015, 2016
- Niederländischer Supercup: 2015

## Sonstiges
Sein älterer Bruder Marciano (* 1984) ist ebenfalls als Profifußballspieler aktiv und spielt, wie sein jüngerer Bruder, auf der Position eines Abwehrspielers.